# Profiler (Fernsehserie)
Profiler (1996–2000) ist eine von NBC produzierte US-amerikanische Mystikthriller-Serie und handelt von der Arbeit des VCTF-Teams, das um die Profilerin Samantha Waters gebildet wurde, um besonders grausame Verbrechen zumeist psychisch gestörter Verbrecher zu lösen. In jeder Folge der Serie muss sie einen neuen Kriminalfall lösen und gleichzeitig den Mörder ihres Mannes suchen.
Die deutsche Erstausstrahlung erfolgte am 26. März 1997 auf VOX.

## Handlung
Dr. Samantha Waters, einst eine der fähigsten Gerichtspsychologinnen des FBI, lebt seit der Ermordung ihres Ehemanns durch den mysteriösen „Jack, der Allerweltskerl“ in Angst und Abgeschiedenheit. Doch als ihr alter Freund Bailey Malone, selbst FBI-Agent, die Spezialeinheit VCTF (Violent Crimes Task Force) ins Leben ruft, deren Ziel es sein soll, schwer aufzuklärende Verbrechen zu verfolgen, bittet er sie um ihre Mithilfe.
Sam besitzt die Fähigkeit, den Hergang eines Verbrechens sowohl aus der Sicht des Täters als auch des Opfers zu sehen und so zu verstehen, was vor sich gegangen ist. Schließlich willigt sie ein und zusammen mit Detective John Grant, dem Ex-Anwalt Detective Nathan Brubaker, Gerichtsmedizinerin Grace Alvarez und dem Computerhacker George Fraley jagt sie schwer zu fassende Verbrecher.
Doch auch Jack lässt immer wieder von sich hören, er spielt mit Sam und versucht wiederholt, sie und die Menschen um sie herum zu zerstören. Erst ganz zum Ende wird Sam ihm gegenüberstehen.

## Hintergrund
Am Anfang der vierten Staffel wurde der Handlungsstrang um Sam und Jack, den Allerweltskerl aufgelöst. Ally Walker und ihre Figur schieden aus der Serie aus; im großen Finale der Geschichte um Sam Waters wurde gleichzeitig die von Jamie Luner verkörperte Profilerin Rachel Burke eingeführt, die in der vierten Staffel zur zentralen Figur wurde. Die Serie wurde nach dem dramatischen offenen Ende dieser Staffel jedoch endgültig eingestellt. Die Serie spielt im selben Serienuniversum wie die Serie Pretender. Außerdem spielte Michael T. Weiss auch in Profiler in einigen Gastauftritten die Rolle des Jarod, der Hauptfigur der Serie Pretender.
Ex-Pornodarstellerin Traci Lords spielte im Verlauf der zweiten Staffel „Jacks“ Gehilfin Sharon Lesher alias „Jill“.
Nachdem er von verschiedenen „Stellvertretern“ innerhalb der Serie dargestellt wurde, erhielt „Jack“ schließlich das Gesicht des Mimen Dennis Christopher, der in zahlreichen US-Serien auftrat, darunter in Roswell, Six Feet Under – Gestorben wird immer und in mehreren Star-Trek-Serien. „Jacks“ resolute Mutter verkörperte wiederum Oscarpreisträgerin Louise Fletcher (Einer flog über das Kuckucksnest).

## Auszeichnungen
Profiler wurde für zwei Emmys (1997 in der technischen Kategorie Outstanding Sound Editing for a Series und 1999 Danny Lux für Outstanding Main Title Theme Music) sowie den Saturn Award (für Best Genre Network Series und Walker als Best Genre TV Actress, beide 1998) nominiert.